# Tulumba

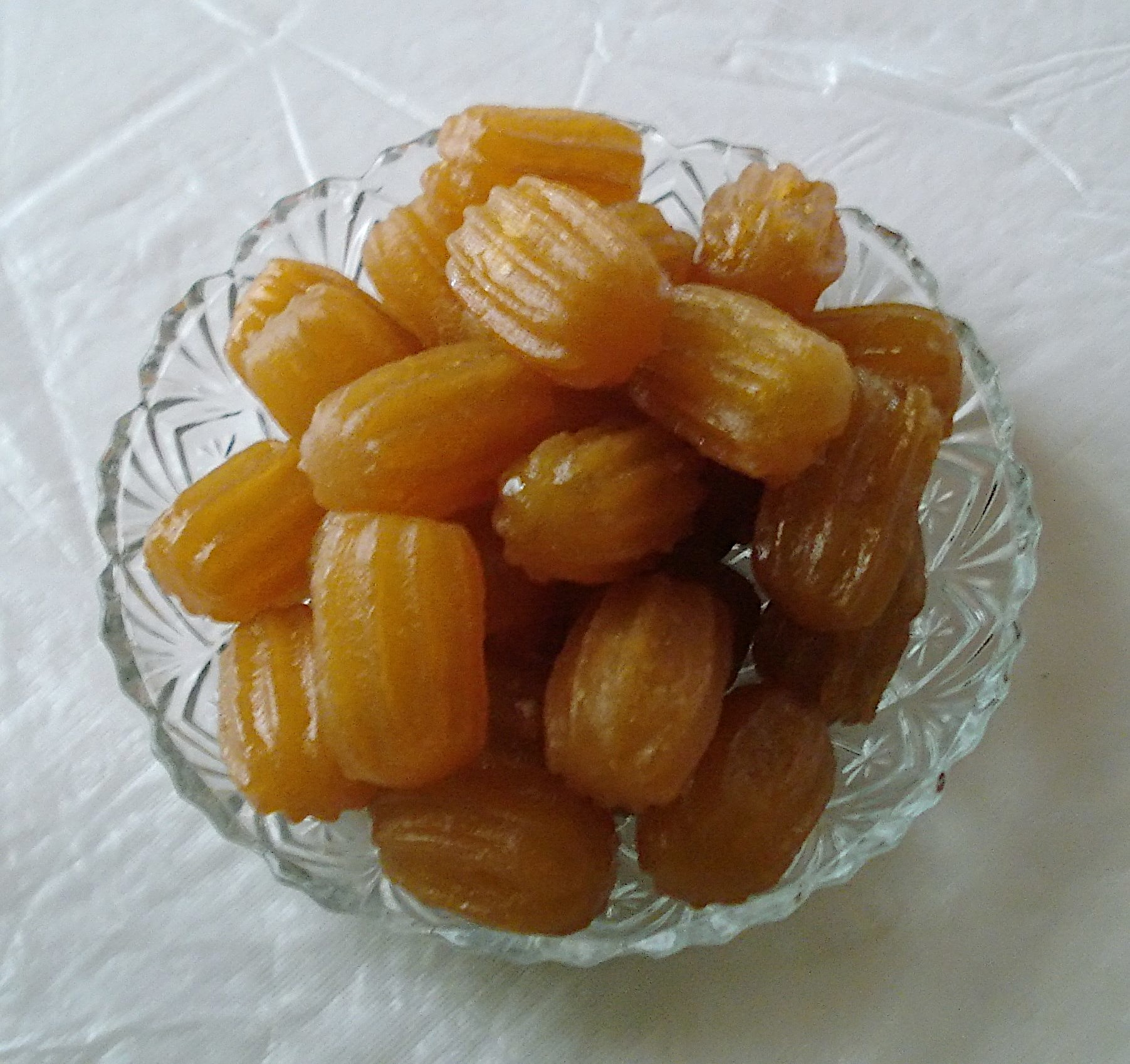
Tulumba tatlısı.

El tulumba o bamiyeh (Persa: بامیه) es un postre frito propio de la gastronomía de Irán y de la gastronomía de Turquía. También se encuentra en las cocinas regionales de partes del antiguo Imperio otomano.
Este postre es elaborado con trozos (de unos 10 cm de largo) de masa sin levadura a los que se da una forma ovoidal con crestas a lo largo usando una manga pastelera con una boquilla especial. Primero se fríen hasta que se doran y entonces se vierten sobre ellos almíbar cuando aún están calientes. Este postre se consume en todos los Balcanes, y tiene su origen en Turquía. Literalmente significa bomba en idioma turco, del italiano tromba.
Se consumen fríos, y tradicionalmente se sirven para Januca y otras ocasiones especiales de los judíos turcos, israelíes y persas.

## Galería

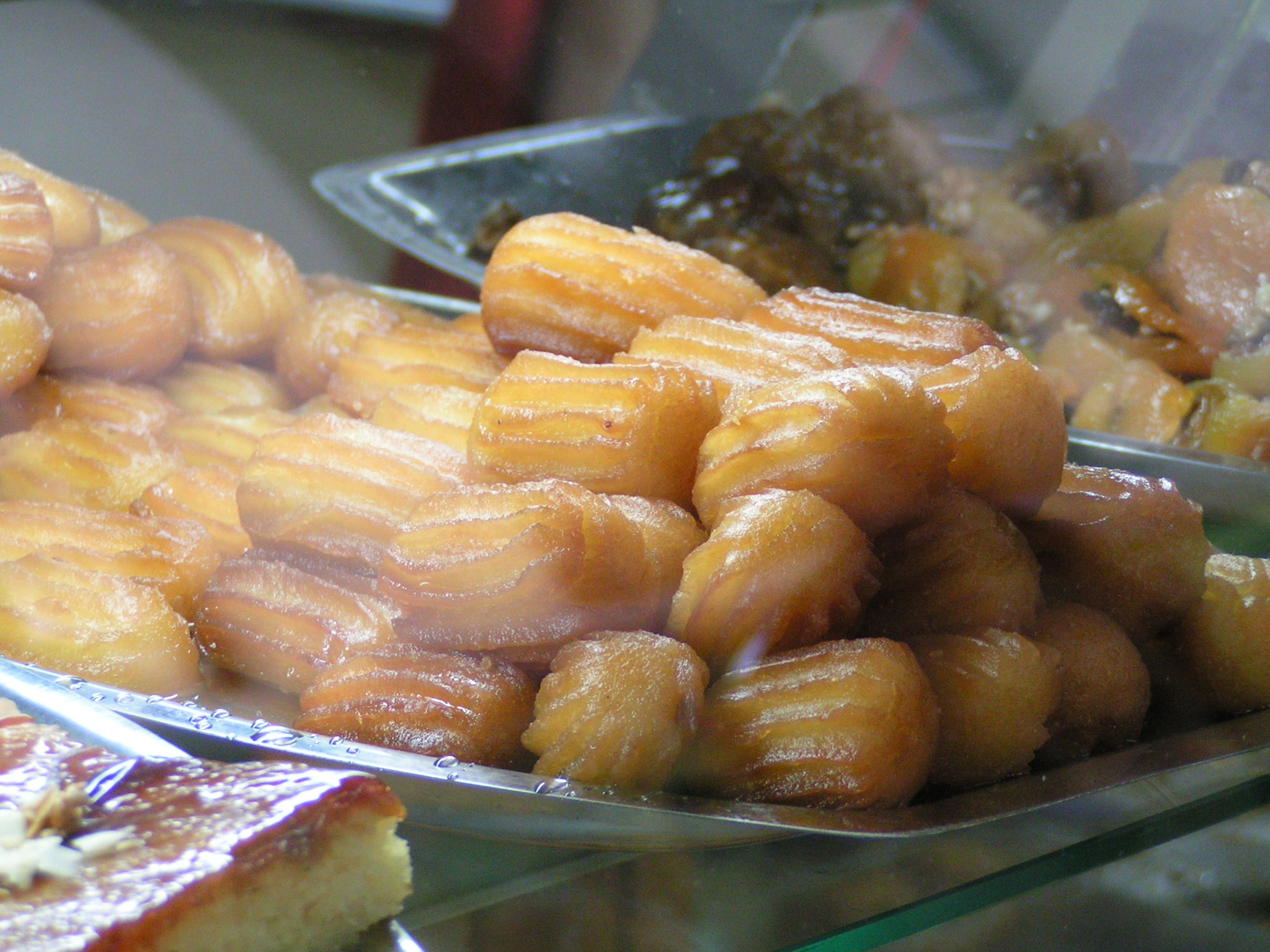
Tulumba
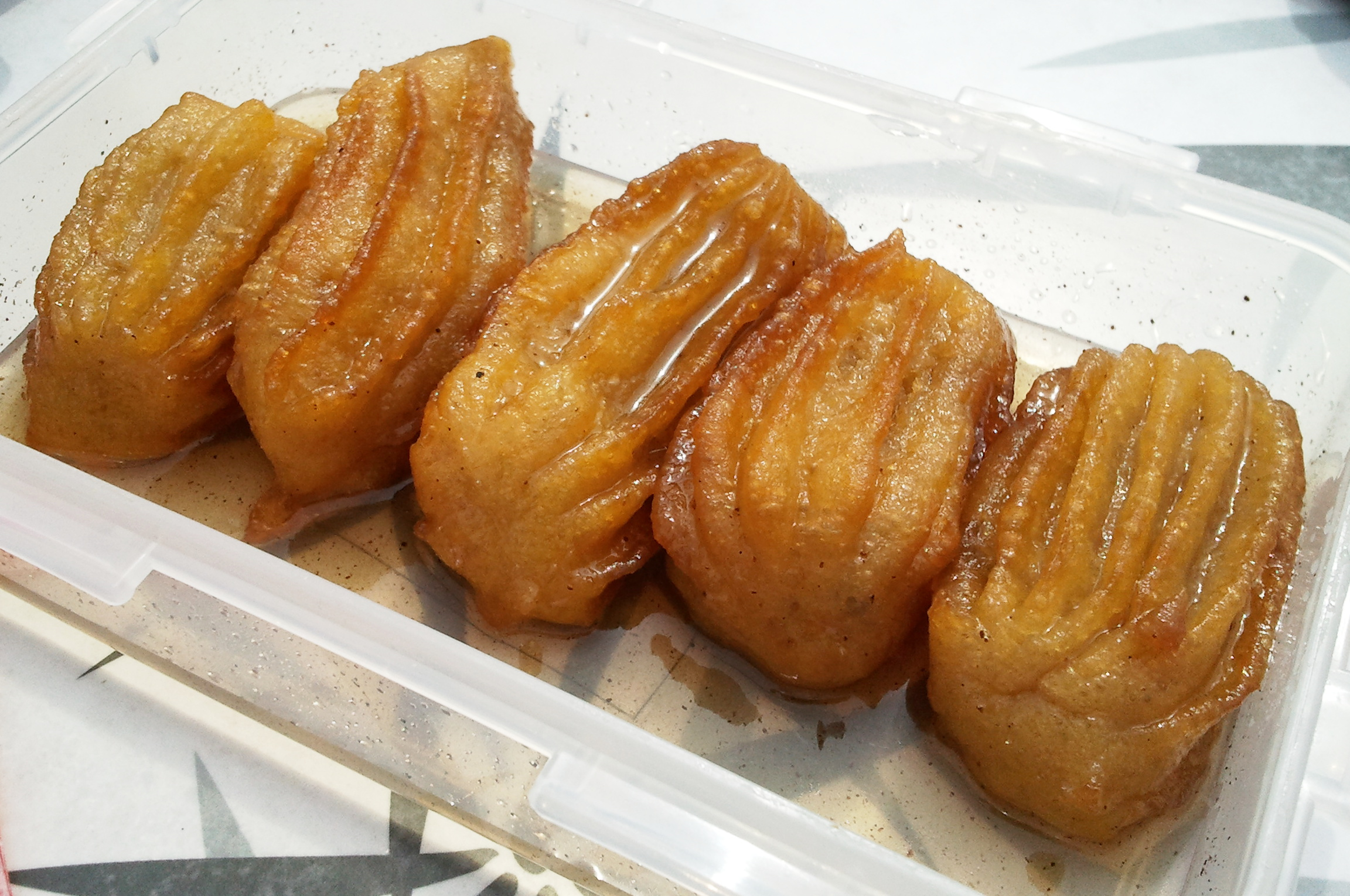
Tulumba
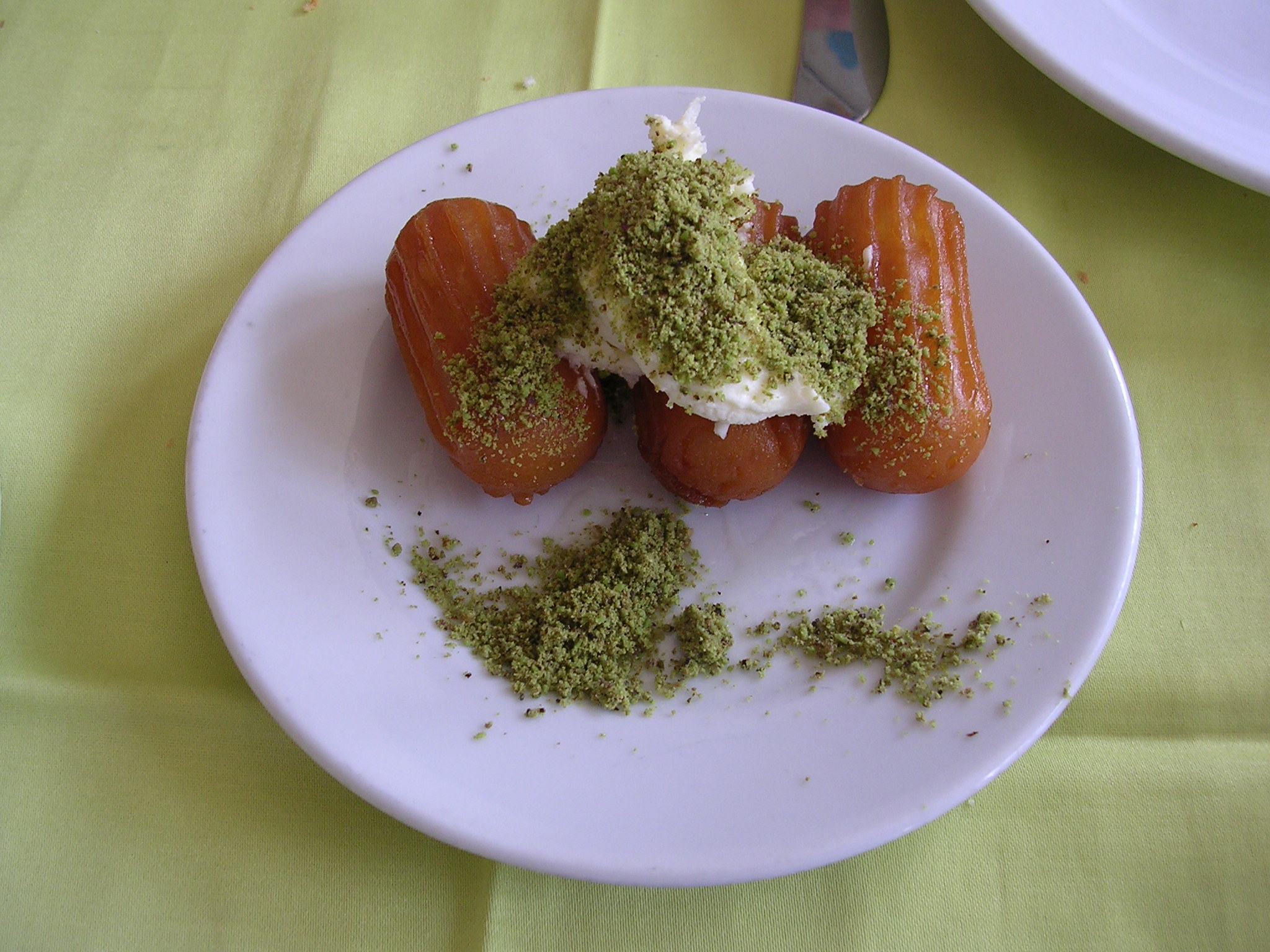
Tulumba con kaymak y pistacho
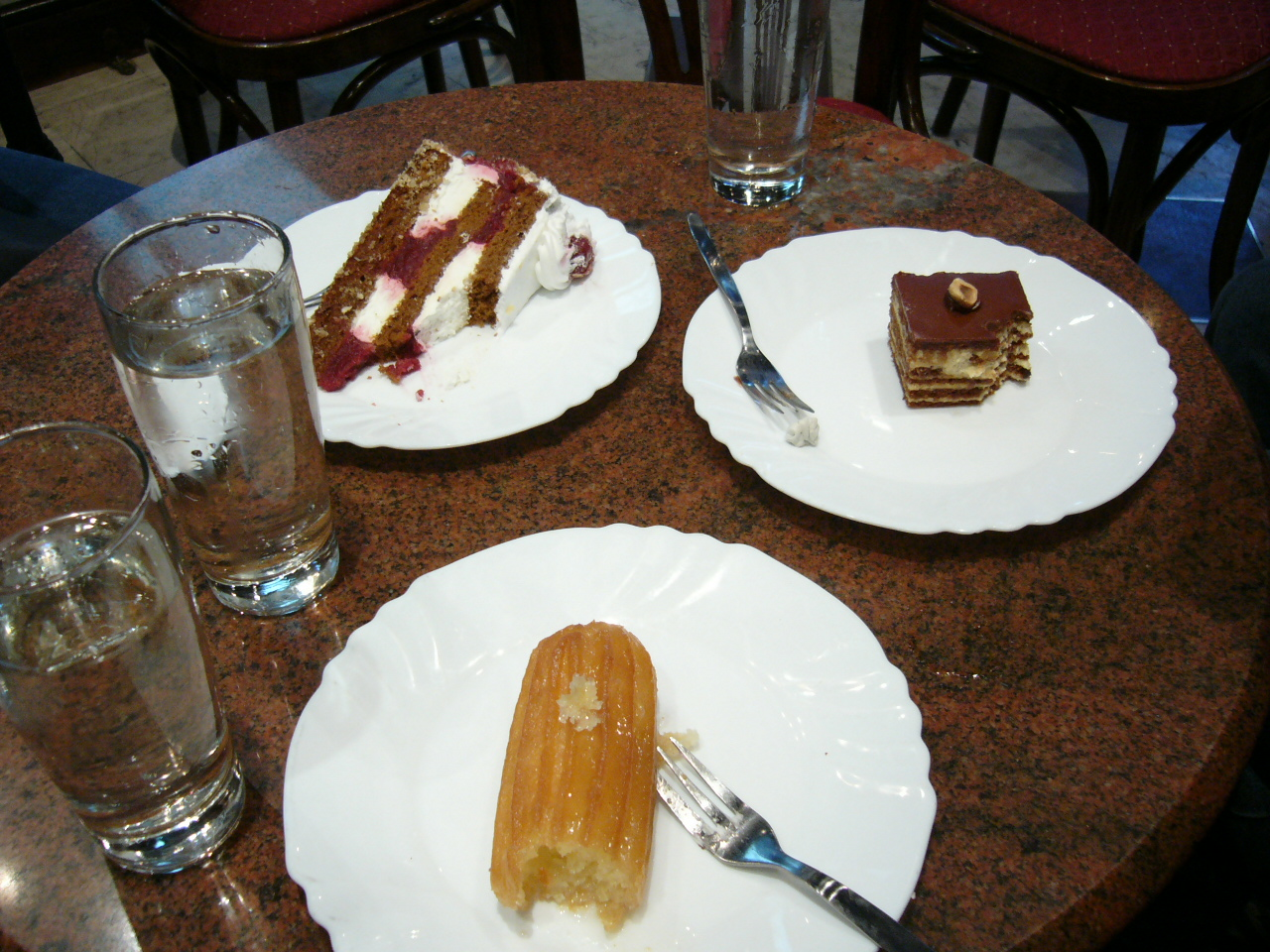
Corte transversal de un tulumba

## Véase también

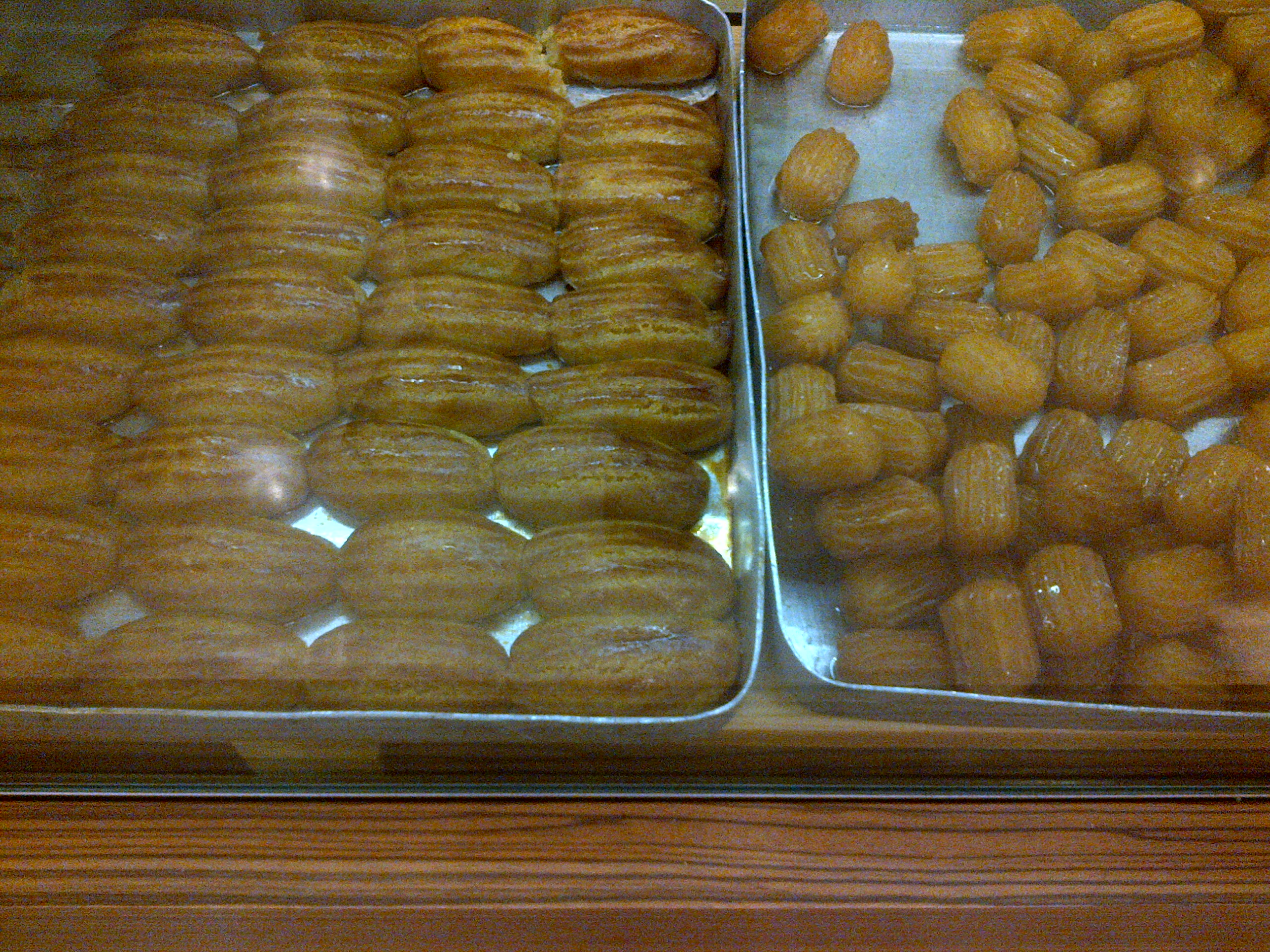
Kalburabastı, a la izquierda, y tulumba a la derecha, son dos postres turcos tradicionales.